# Südtiroler Volkspartei
Die Südtiroler Volkspartei (SVP) ist eine christdemokratisch ausgerichtete Regionalpartei in Südtirol, die unmittelbar nach dem Zweiten Weltkrieg am 8. Mai 1945 gegründet wurde. Sie versteht sich seither als ethnische Sammelpartei aller deutsch- und ladinischsprachigen Südtiroler in Italien. Ihrem Parteisymbol verdankt sie den Beinamen Edelweiß. 
Seit den ersten freien Wahlen der Nachkriegszeit ist die SVP lokal die stärkste politische Kraft. Im Südtiroler Landtag hielt sie bis ins Jahr 2013 stets die absolute Mehrheit der Mandate, stellte infolgedessen stets die Mehrheit der Mitglieder der Südtiroler Landesregierung und bis dato alle Landeshauptleute Südtirols. Zudem ist die SVP die einzige Partei der republikanischen Geschichte Italiens, die seit den ersten Wahlen 1948 ununterbrochen im italienischen Parlament vertreten ist.

## Politisches Profil
Die SVP ist eine christdemokratisch orientierte Sammelpartei, die sich als Vertretung aller deutsch- und ladinischsprachigen Südtiroler, unabhängig von ihrem Stand oder ihrer Weltanschauung, versteht. In der bündisch organisierten SVP gibt es heute drei Sozialpartnergremien, die die Interessen ihrer Mitglieder vertreten: Der Landwirtschaftsausschuss SVP Landwirtschaft mit starken Bindungen (und personellen Überschneidungen) zum Südtiroler Bauernbund und der Wirtschaftsflügel SVP Wirtschaft stellen dabei den Großteil der führenden Mitglieder in der Partei. Die SVP-ArbeitnehmerInnen, einst gegründet um eine konkurrenzfähige deutschsprachige Opposition im Land zu verhindern (siehe Soziale Fortschrittspartei Südtirols und Sozialdemokratische Partei Südtirols), verloren in den letzten Jahren an Bedeutung. Neben den drei oben genannten Interessenvertretungen sind die Frauen, die Jugend (Junge Generation), die Senioren und die SVP Ladina als eigenständige Parteiorgane in allen Parteigremien vertreten. Der ehemals tonangebende patriotische Flügel spielt heute innerhalb der Partei keine Rolle mehr. Dessen Niedergang begünstigte (und wurde vice versa auch vorangetrieben durch) das erfolgreiche Aufkommen rechtspopulistischer und/oder separatistischer Parteien seit den 1980er Jahren, darunter etwa die Freiheitlichen und die Süd-Tiroler Freiheit.
Im Sinne ihres regionalistischen Selbstverständnisses strebte die Partei auf staatlicher Ebene bis dato keine direkte Regierungsbeteiligung an; sie verfolgt seit ihrer Gründung vielmehr das Ziel, legislative und exekutive Kompetenzübertragungen vom Staat an die Landesverwaltung zu erlangen, um dadurch eine weitgehende Selbstverwaltung Südtirols zu realisieren (siehe Autonomie Südtirols). Im Zuge der laufenden Ausverhandlung bzw. Umsetzung der Südtiroler Autonomie unterstützte die SVP im italienischen Parlament bis Anfang der 1990er Jahre durchwegs die gesamtstaatliche Regierungspartei Democrazia Cristiana (DC). Nach der Transformation des italienischen Parteiensystems ging die SVP strategische Partnerschaften mit dem tendenziell föderalistischen Mitte-links-Bündnis L’Ulivo ein, aus dem 2007 der Partito Democratico (PD) hervorging.
Die SVP ist Gründungsmitglied der Europäischen Volkspartei (EVP).

## Geschichte

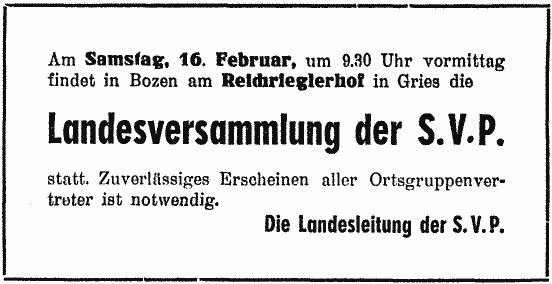
Ankündigung der SVP-Landesversammlung von 1952 im Reichrieglerhof (am Bozner Guntschnaberg)

Die Südtiroler Volkspartei wurde am 8. Mai 1945 in der Villa Malfèr (Mignon) in Gries-Bozen (Montellostraße) gegründet und kurz darauf von der amerikanischen Militärverwaltung als legitime Interessenvertretung der Südtiroler anerkannt. Zu den Gründungsmitgliedern und frühen führenden Funktionären zählten mehrere Exponenten, die sich in der Optionsfrage gegen das Deutsche Reich entschieden hatten und dem antinazistischen Andreas-Hofer-Bund entstammten (darunter Erich Amonn, Hans Egarter, Friedl Volgger). Der Großteil des frühen Führungspersonals der Partei stand politisch in der Nachfolge des Deutschen Verbands der Zwischenkriegszeit, eines Sammelbeckens katholisch-konservativer und deutschfreiheitlicher Kräfte (beispielsweise Josef Menz-Popp, Alois Puff, Paul von Sternbach). Unter dem „Uniformitätsdruck“ der Nachkriegszeit stand die Partei auch Optanten offen, weshalb sich unter den gewichtigen SVP-Politikern der ersten Jahrzehnte Wehrmachtsangehörige (etwa Alfons Benedikter, Peter Brugger, Silvius Magnago) und sogar ehemalige Funktionäre der Operationszone Alpenvorland zwischen 1943 und 1945 finden (etwa Hans Dietl, Karl Erckert, Karl Tinzl).
Bereits 1946 übergab die SVP dem damaligen österreichischen Bundeskanzler Leopold Figl 155.000 Unterschriften für die Wiedervereinigung mit Österreich. Nachdem die SVP mit ihrem Wunsch nach Selbstbestimmung gescheitert war, versuchte sie auf dem Verhandlungsweg, basierend auf dem Gruber-De-Gasperi-Abkommen, eine größtmögliche politische Autonomie in Italien zu erlangen. 1948 konnte die SVP erstmals Parlamentarier in die Abgeordnetenkammer und den Senat entsenden, in denen sie als einzige italienische Partei bis heute ununterbrochen vertreten ist. Im selben Jahr fanden unter den rechtlichen Rahmenbedingungen des sogenannten Ersten Autonomiestatuts auch die ersten Wahlen zum Südtiroler Landtag und damit gleichzeitig zum Regionalrat Trentino-Südtirol statt. Im Landtag erreichte die SVP von 1948 bis heute ununterbrochen die mit Abstand größte (2008 letztmals die absolute) Mehrheit der Mandate, stellte entsprechend alle Landeshauptleute und stets die Mehrheit der Mitglieder der Südtiroler Landesregierung. In der Geschichte des Regionalrats bildete die SVP stets entweder die größte oder zweitgrößte Fraktion und war entsprechend auch immer (außer in den Jahren 1960–1970, als sie eine Regierungsteilnahme verweigerte) in der Regionalregierung vertreten. 1952 wurden in Südtirol die ersten Gemeinderatswahlen der Nachkriegszeit abgehalten (mit der Ausnahme Bozens, wo bereits 1948 erstmals gewählt worden war). Die SVP etablierte sich auch auf kommunaler Ebene als stärkste politische Kraft.
Das Erste Autonomiestatut, das die wesentlichen Selbstverwaltungsbefugnisse bei der Region Trentino-Südtirol angesiedelt hatte, wurde im Laufe der 1950er Jahre von einer zunehmenden Zahl der SVP-Mitglieder als unzureichend empfunden, da mit der Konstituierung einer Gemeinschaftsregion mit dem Trentino de facto eine italienischsprachige Bevölkerungsmehrheit geschaffen worden war. Der zunächst sanfte politische Kurs gegenüber Rom führte 1957 zur Entmachtung der alten Parteiführung. Der neue Führungskader unter Silvius Magnago fuhr einen wesentlich härteren politischen Kurs, in eine knappe Form gebracht durch das bei der Großkundgebung von Schloss Sigmundskron geprägte Motto „Los von Trient“. Die SVP erreichte eine Neuverhandlung der Autonomie („Südtirol-Paket“) unter Beteiligung der italienischen und österreichischen Regierungen. Magnago gilt als „Vater“ der Südtiroler Landesautonomie: Dank seines Einsatzes stimmte in den frühen Morgenstunden des 23. November 1969 im Kurhaus Meran die außerordentliche Landesversammlung der SVP mit einer knappen Mehrheit von 52,8 % (583 Stimmen gegenüber 492 Stimmen) dem Verhandlungsergebnis zu. 1972 trat das sogenannte Zweite Autonomiestatut in Italien in Kraft, dessen konkrete Umsetzung aber noch zwei Jahrzehnte in Anspruch nahm. 1979 gelang es der SVP, ein Mandat fürs Europäische Parlament zu erringen, in dem sie seither vertreten ist. Am 30. Mai 1992 erklärte eine außerordentliche Landesversammlung der SVP die Umsetzung des Südtirol-Pakets mit einer großen Mehrheit von 82,86 % für erfüllt.
Bei den Landtagswahlen 2013 verfehlte die SVP erstmals die absolute Mehrheit der Mandate im Südtiroler Landtag, blieb aber stärkste Landtagsfraktion und führende Regierungspartei.

### Parteiobleute
- 1945–1948: Erich Amonn
- 1948–1951: Josef Menz-Popp
- 1951–1952: Toni Ebner
- 1952–1954: Otto von Guggenberg
- 1954–1956: Karl Tinzl
- 1956–1957: Toni Ebner
- 1957–1991: Silvius Magnago
- 1991–1992: Roland Riz
- 1992–2004: Siegfried Brugger
- 2004–2009: Elmar Pichler Rolle
- 2009–2014: Richard Theiner
- 2014–2024: Philipp Achammer
- seit 2024: Dieter Steger

### Parteisekretäre
- 1945–1947: Josef Raffeiner
- 1947–1952: Otto von Guggenberg
- 1952–1953: Albuin Forer
- 1953–1954: Vinzenz Stötter
- 1954–1957: Ivo Perathoner
- 1957–1965: Hans Stanek (1961–1964 durch Hans Plaikner und Hans Rubner vertreten)
- 1965–1978: Josef Atz
- 1978–1989: Bruno Hosp
- 1989–1997: Hartmann Gallmetzer
- 1997–2003: Thomas Widmann
- 2004–2004: Michael Mühlberger
- 2004–2009: Alexander Mittermair
- 2009–2013: Philipp Achammer
- 2013–2014: Martin Alber
- 2014–2016: Manuel Massl
- 2017–2019: Gerhard Duregger
- 2019–2023: Stefan Premstaller
- 2023–2024: Martin Pircher
- seit 2024: Harald Stauder

### Südtiroler Landeshauptleute aus den Reihen der SVP
- 1948–1955: Karl Erckert
- 1955–1960: Alois Pupp
- 1960–1989: Silvius Magnago
- 1989–2014: Luis Durnwalder
- seit 2014: Arno Kompatscher

### SVP-Mandatare im Italienischen Parlament
| Name                     | Abgeordnetenkammer   | Senat     |
| ------------------------ | -------------------- | --------- |
| Otto von Guggenberg      | 1948–1958            |           |
| Friedl Volgger           | 1948–1953            | 1968–1972 |
| Toni Ebner               | 1948–1963            |           |
| Carl von Braitenberg     |                      | 1948–1958 |
| Josef Raffeiner          |                      | 1948–1958 |
| Karl Tinzl               | 1953–1958            | 1958–1963 |
| Roland Riz               | 1958–1963; 1968–1987 | 1987–1996 |
| Karl Mitterdorfer        | 1958–1976            | 1976–1987 |
| Luis Sand                |                      | 1958–1968 |
| Karl Vaja                | 1963–1968            |           |
| Hans Dietl               | 1963–1972            |           |
| Hans Saxl                |                      | 1963–1968 |
| Peter Brugger            |                      | 1968–1987 |
| Hans Benedikter          | 1972–1992            |           |
| Karl Zanon               |                      | 1972–1976 |
| Hugo Gamper              | 1976–1979            |           |
| Michl Ebner              | 1979–1994            |           |
| Hubert Frasnelli         | 1979–1983            |           |
| Ferdinand Willeit        | 1987–1992            |           |
| Hans Rubner              |                      | 1987–1994 |
| Helga Thaler Ausserhofer | 1992–1994            | 1994–2013 |
| Hans Widmann             | 1992–2008            |           |
| Karl Ferrari             |                      | 1992–1996 |
| Siegfried Brugger        | 1994–2013            |           |
| Karl Zeller              | 1994–2013            | 2013–2018 |
| Armin Pinggera           |                      | 1996–2001 |
| Alois Kofler             |                      | 2001–2006 |
| Oskar Peterlini          |                      | 2001–2013 |
| Manfred Pinzger          |                      | 2006–2013 |
| Hans Berger              |                      | 2013–2018 |
| Daniel Alfreider         | 2013–2018            |           |
| Renate Gebhard           | 2013–                |           |
| Albrecht Plangger        | 2013–2022            |           |
| Manfred Schullian        | 2013–                |           |
| Meinhard Durnwalder      |                      | 2018–     |
| Dieter Steger            | 2022–                | 2018–2022 |
| Julia Unterberger        |                      | 2018–     |

### SVP-Mandatare im Europäischen Parlament
- 1979–1994: Joachim Dalsass
- 1994–2009: Michl Ebner
- seit 2009: Herbert Dorfmann